# Fusión alcalina con sodio
La fusión alcalina con sodio es un procedimiento que sirve para identificar los elementos presentes en una sustancia química.
Basa en su conversión en compuestos iónicos solubles en agua y en la aplicación a éstos de pruebas específicas.

## Método
Se emplea un tubo de ensayo pequeño, que se coloca en posición vertical sosteniéndolo con unas pinzas. Se introduce en el tubo de ensayo un trocito cúbico de sodio metálico limpio. La porción inferior del tubo se calienta hasta que se funde el sodio y sus vapores empiezan a elevarse dentro del tubo.
Se añade una pequeña cantidad de la muestra a identificar y de nuevo se calienta el tubo. La adición y el calentamiento se repiten por segunda vez y entonces se calienta el fondo del tubo al rojo vivo.
Se deja enfriar el tubo y se le añade 1 mililitro de etanol para disolver el sodio que no haya reaccionado. El tubo se calienta de nuevo y, aún caliente, se deja caer dentro de un vaso de precipitado que contenga 10 ml de agua destilada para enfriarlo (¡¡precaución!!).
Se rompe el tubo con una varilla de vidrio y la solución se calienta hasta ebullición y se filtra. El filtrado, que deberá ser incoloro, se usa para las pruebas específicas elementales.

### Métodos para identificar presencia de azufre
- Acidular unos mililitros de la solución anterior con ácido acético y se añaden unas gotas de solución de acetato de plomo (II). Un precipitado negro de sulfuro de plomo indica la presencia de azufre.

- Añadir 2 gotas de una solución de nitroprusiato de sodio a unos mililitros de la solución de la fusión con sodio. Una intensa coloración violeta rojiza indica la presencia de azufre.

### Métodos para la identificación del nitrógeno
- Unos 3 ml de la solución madre se acidulan con ácido acético, se añaden dos gotas de una solución, preparada recientemente, de bencidina al 1% en ácido acético al 50% y la mezcla se agita. La adición de 1 gota de una solución al 1% de sulfato de cobre (II) produce un color azul o un precipitado azul si hay nitrógeno presente. Los bromuros y cloruros no producen colores, pero los yoduros dan un precipitado verdoso. Si tanto el nitrógeno como los yoduros se encuentran presentes, el precipitado es azul.

- Se ajusta el pH de 1ml del filtrado a 13, medido con papel tornasol, tiras de pH o pHmetro. Se añaden 2 gotas, tanto de una solución saturada de sulfato de hierro (II) y amonio, como de una solución de fluoruro de potasio al 30% y la solución resultante se hierve cuidadosamente durante 30 s. La solución caliente se acidula añadiendo cuidadosamente ácido sulfúrico al 30% gota a gota hasta que se disuelva del hidróxido de hierro formado. El exceso de ácido puede ser perjudicial. La aparición del precipitado característico azul de Prusia indica la presencia de nitrógeno.

- Unas 2 gotas de solución de polisulfuro de amonio se añaden a 2 ml de la solución madre y la mezcla se evapora hasta sequedad en baño de vapor. Se añade ácido clorhídrico diluido (5 ml) y la solución se calienta y se filtra. Se añaden unas gotas de solución de cloruro férrico al filtrado. Una coloración roja indica la presencia de nitrógeno.

- Unos cuantos cristales de nitrito de sodio se disuelven en 3 ml de la solución madre, se adicionan 2 gotas de solución de cloruro férrico y la solución resultante se acidula con ácido sulfúrico diluido. La mezcla se calienta hasta ebullición, se alcaliniza con hidróxido de amonio y se filtra. Al adicionar al filtrado 1 gota de agua saturada con ácido sulfhídrico o un sulfuro alcalino, se produce un color violeta si hay nitrógeno presente.

### Métodos para identificar halógenos
- Unos 2 ml de la solución madre se acidulan con ácido nítrico diluido y se hierven suavemente durante unos minutos para expulsar lo que hubiera de ácido cianhídrico o ácido sulfhídrico. Se añaden unas gotas de solución de nitrato de plata. Un precipitado denso indica la presencia de cloro, bromo o yodo. El cloruro de plata es blanco, el bromuro de plata es amarillo pálido y el yoduro de plata es amarillo. Si solo se produce una turbiedad u opalescencia, es probable que se deba a la presencia de impurezas en los reactivos o en el vidrio del tubo de ensayo usado en la descomposición inicial de sodio.

- Aplicar la prueba de Belstein. En el extremo de un alambre de cobre se forma un anillo pequeño y se le calienta en la llama de un mechero Bunsen hasta que la llama quede incolora. Se enfría el alambre; el anillo se introduce en el compuesto original, tomando un poco y se calienta en la orilla de la llama del mechero. Una llama verde indica Halógenos, aunque no permite distinguir entre ellos, dada la subjetividad y percepción personal de los colores verdes azulados.

- Datos: Q5403363